# Madrigal (música)
El madrigal es una composición de tres a seis voces sobre un texto profano, a menudo en italiano. Tuvo su máximo auge en el Renacimiento y primer Barroco.
Musicalmente reconoce orígenes en la frottola, posee una letra en lengua italiana de temática profana, armonía contrapuntística, y carácter popular. Generalmente el nombre se asocia al Madrigal de fines del siglo XII y principios del siglo XIV en Italia, compuestos en su mayoría para voces a capela, y en algunos casos con instrumentos doblando las partes vocales.
El madrigal fue la forma musical profana más importante de su tiempo. Floreció especialmente en la segunda mitad del siglo XVI, perdiendo su importancia alrededor de la tercera década del siglo XVII, cuando se desvanece a través del crecimiento de nuevas formas profanas como la ópera, y se mezcla con la cantata y el diálogo.
Su difusión se inició con el "Primer Libro de Madrigales" de Philippe Verdelot, publicado en Venecia en 1533. Esta publicación tuvo un gran éxito y la forma creció rápidamente, primero en Italia, y hacia el fin del siglo, a varios otros países de Europa.
El madrigal fue especialmente apreciado en Inglaterra, desde la publicación en 1588 de "Música Transalpina" de Nicholas Yonge -una colección de madrigales italianos con sus textos traducidos al inglés- que inició por sí misma una cultura inglesa del madrigal. Allí tuvo incluso vida mucho más larga que en el resto de Europa; los compositores continuaron produciendo obras de maravillosa calidad aún después de que pasara de moda en el resto del continente.
La música secular es el conjunto de composiciones musicales que no tienen un propósito religioso, sino que están destinadas al entretenimiento, la narración de historias, el amor cortesano, las danzas y la vida cotidiana. A diferencia de la música litúrgica, la música secular fue desarrollada principalmente en el ámbito popular y cortesano desde la Edad Media y evolucionó a lo largo de los siglos hasta convertirse en la base de muchos géneros modernos.
Orígenes
Aunque la música secular ha existido desde tiempos remotos, en la Edad Media (siglos XI-XIV) comenzó a consolidarse como un género separado del repertorio religioso. Se transmitía principalmente de forma oral y estaba relacionada con la poesía y las tradiciones populares. Los trovadores, juglares y minnesänger (en Alemania) fueron los principales intérpretes de esta música.
Características principales
Textos profanos: Trata temas no religiosos, como el amor, la naturaleza, la guerra, la sátira y la política.
Ritmo marcado: A diferencia del ritmo libre del canto gregoriano, la música secular utiliza patrones rítmicos definidos para acompañar bailes o narraciones.
Polifonía: Aunque comenzó siendo monódica (una sola voz), con el tiempo adoptó formas polifónicas, especialmente en el Renacimiento.
Lenguas vernáculas: Se canta en las lenguas locales (francés, español, italiano, alemán), no en latín.
Instrumentos musicales: Se emplean instrumentos como el laúd, la flauta, la zanfona, el tambor, y más adelante, el clavecín y la vihuela.
Tipos de música secular
Canciones de trovadores y juglares: Narraciones poéticas acompañadas por instrumentos.
Música para danza: Con un ritmo más marcado para acompañar las danzas populares y cortesanas.
Villancicos y madrigales: Formas vocales polifónicas muy populares durante el Renacimiento.
Baladas y romances: Historias contadas en forma de canciones, a menudo transmitidas oralmente.
Evolución e influencia
La música secular evolucionó rápidamente durante el Renacimiento, ganando en complejidad y difusión. Compositores como Claudio Monteverdi o John Dowland llevaron estas formas a un nuevo nivel artístico. Con el tiempo, la música secular se convirtió en la base para el desarrollo de la ópera, la música clásica y, posteriormente, los géneros populares modernos como el folk, el pop y el rock.
Legado
Hoy en día, la música secular sigue siendo la forma musical predominante en el mundo, reflejando la diversidad cultural y la riqueza expres

## Lista de compositores de madrigales

### Compositores de madrigales medievales
- Jacopo da Bologna
- Johannes Ciconia

### Compositores de madrigales antiguos
- Jacques Arcadelt
- Adrian Willaert
- Costanzo Festa
- Cipriano de Rore
- Philippe Verdelot
- Bernardo Pisano

### Compositores de madrigales renacentistas
- Orlando di Lasso.
- Andrea Gabrieli.
- Claudio Monteverdi.
- Giovanni Pierluigi da Palestrina.
- Philippe de Monte.
- Sebastián Raval.
- Giovanni Gastoldi.

### Los madrigalistas tardíos
- Giaches de Wert
- Luzzasco Luzzaschi
- Luca Marenzio
- Carlo Gesualdo
- Sigismondo d'India

### Compositores de madrigales con acompañamiento instrumental en el Barroco
- Orazio Vecchi
- Adriano Banchieri
- Giulio Caccini
- Claudio Monteverdi
- Heinrich Schütz
- Hans Leo Hassler
- Johann Hermann Schein

### Escuela Inglesa
- William Byrd
- John Dowland
- John Farmer
- Orlando Gibbons
- Thomas Morley: escribió tipos ligeros de madrigal, parecidos a los ballets (canciones homofónicas con ritmo de danza, con la melodía en la voz superior y estribillo "fa-la-la") y las canzonets.
- Thomas Tomkins
- Thomas Weelkes
- John Wilbye

## Madrigalismo español

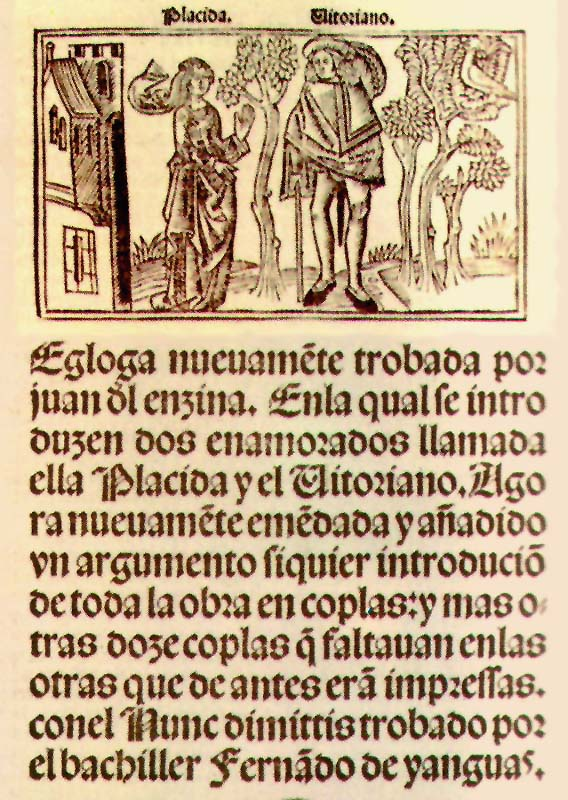
Primera publicación. Juan del Encina

En España no hubo las transformaciones humanas ni religiosas que la Reforma ocasionó en muchos países de Europa. Después de la Reforma, la influencia de los reyes católicos siguió siendo muy poderosa, y durante esta hubo mucha producción musical. La mayoría de las producciones estuvieron dedicadas a la música sacra.
El origen del madrigal viene de Italia del siglo XIV, se deriva de la frottola, de escritura homófona e isométrico. De todas formas no será este primer madrigal el que influya en los compositores españoles, sino el del siglo XVI, que tiene un estilo contrapuntístico e imitativo, gracias a los músicos como Willaert.
Este género sorprende sobre todo a los músicos de Cataluña como Pedro Alberch Vila; los castellanos y andaluces no aceptaron el término, pero si la forma. El madrigal en España puede definirse como una composición musical polifónico – vocal, sobre textos poéticos muy refinados, tanto por su lenguaje como por su contenido, sin estribillo, con música para toda la letra y de estilo imitativo, un poco a semejanza del motete, con el cual por cierto se le suele comparar, salvo por el texto, de carácter profano.
La importancia que se le dio a la música en la Iglesia española fue tan grande que produjo un gran movimiento de competencia entre los autores, de tal manera que quien no tuviera una producción considerable y de buena calidad, podría terminar relegado a los últimos puestos de las capillas catedralicias.
Bajo el reinado de Isabel y Fernando se habían manifestado los primeros intentos de los músicos españoles para librarse de las influencias francesa e italiana, que predominaban desde el siglo XV. Durante el reinado de Carlos V, él sostuvo la capilla más rica y excelente de toda la cristiandad, y se integraba fundamentalmente por músicos españoles.

## Madrigalistas en España
Algunos de los compositores españoles de la época, son: Gabriel Gálvez, Andrés Torrentes, Melchor Robledo, Pere Alberch Vila, Juan Navarro, Rodrigo de Ceballos, Ándres de Villalar, Mateo Flecha, Pedro y Francisco Guerrero, Fernando de las Infantas, Juan Esquivel y el gran Tomás Luis de Victoria. La mayoría de ellos estuvieron bajo el patrocinio eclesiástico, y la gran mayoría quiso convertir su producción musical en una forma de facilitar la comunicación entre el hombre y Dios.
- Juan Cornago (c. 1400 - 1475), destacado compositor español que marca la transición entre los usos del Ars Nova y el Renacimiento dentro de la música española. Es considerado como uno de los pioneros de la Polifonía Española del Sigo XV. Figuró como músico favorito de Fernando I, hijo de Alfonso V El Magnánimo, durante su reinado en Nápoles. Es autor de numerosos salmos, misas y motetes, entre otras obras.

- Bartolomé Ramos de Pareja (c. 1440 - 1522), natural de Baeza; se destacó como teórico y compositor. Vivió en Salamanca, donde ocupó la cátedra de formación musical en la Universidad; más tarde, se trasladó a Bolonia donde permaneció varios años; allí publicó su tratado de Música Práctica (1472); luego fue a Roma, donde murió.

- Juan de Anchieta (c. 1450 - 1523), nacido en Azpeitia; compositor y clérigo; primo por vía materna de San Ignacio de Loyola. Vinculado a la casa de Isabel de Castilla; fue músico de la corte en 1489; además, en 1499, se desempeñó como canónigo de la catedral de Granada. Desde 1504 fue rector de la iglesia de su ciudad natal. Es autor de una extensa obra que comprende misas, motetes, canciones y piezas populares profanas.

- Juan del Encina (1469 - 1534), compositor y dramaturgo, uno de los padres del teatro español; nacido en las proximidades de Salamanca y estudió en la Universidad de dicha ciudad, bajo la tutela del gran humanista español Antonio Martínez de Cala y Jarava, más conocido como Antonio de Nebrija (1441-1522); sirvió al Duque de Alba en Toledo. Fue nombrado archidiácono de Málaga en 1509. Estuvo en Roma en 1514, donde presentó su Farsa de Plácida e Vittoriano; en Tierra Santa en 1519. Llegó a ser Prior de León y es autor de una importante obra teatral y musical conservada en el MS Cancionero del Palacio, tanto profana como religiosa, p.e. O Reyes Magos Benditos. Compuso también numerosos Villancicos, para canto solo con acompañamiento instrumental, a semejanza del Lied borgoñón* y muchas canciones para sus propias églogas* y obras teatrales.

- Juan de Urrede (1430 - 1482), llamado también Johannes Wrede, autor de 'Nunca fue pena mayor'; JUAN DE TRIANA († 1490) compositor activo durante el período de los reyes católicos; autor de 'Pínguele', 'respinguete', 'Ya de amor era partido', y la 'Ensalada Querer vieja yo'; el sevillano FRANCISCO DE LA TORRE (1483-1504), autor de 'Dime, triste coraçon'.

- Mateo Flecha el Viejo (1481 - c. 1554), natural de Prados; destacó como clérigo y compositor; se formó bajo la tutela de Juan Castelló en Barcelona; fue maestro de capilla de las Infantas de Castilla. Su sobrino del mismo nombre, Mateo (c.1520-1604), se formó con él; también profesó como monje y se destacó como compositor al servicio del emperador Carlos V hasta 1558 y luego, al servicio de Felipe II. Más tarde, prestó servicios al emperador Maximiliano en Praga. Al igual que su tío, escribió música religiosa, madrigales, ensaladas o madrigales burlescos, y otras obras.

- Diego Pisador (1508 - 1557), natural de Salamanca; se destacó como ejecutante del Laúd y la Vihuela, compositor y teórico musical; en 1552 publicó su Libro de Música para Vihuela en el cual incluye muchas de sus obras, villanescas a 3 y 4 voces, fantasías, romances y villancicos.

- Joan Brudieu (c. 1515 - 1591), nacido cerca de Limoges. Se hizo célebre por su presentación como cantor en la Navidad de Urgell (Pirineos) en 1538; prestó servicios en la iglesia de Santa María del Mar en Barcelona, donde publicó un Libro de Madrigales en 1585.

- Pere Alberc i Vila (llamado en francés Pere Albert Vila, 1517 - 1582), destacado compositor y organista, madrigalista, prelado y canónigo de la Catedral de Barcelona. Es autor de varios madrigales y obras para órgano;

- Juan Vásquez (c. 1500 - c. 1560), nacido en Badajoz y formado en Sevilla. Se desempeñó como cantor de la Catedral de Plasencia. Fue maestro de capilla en Burgos; autor de una colección de Villancicos y Canciones a tres y cinco voces, por lo general, una de ellas era tomada del folklore, impresa en 1551 por la Universidad de Osuna; luego en 1560 publicó una Recopilación de sonetos y villancicos a 4 y a 5.

- Antonio de Cabezón (1500 - 1566), natural de Castrillo Mota de Judíos, población cercana a Burgos. Ciego de nacimiento, fue famoso como organista, ejecutante de laúd y compositor de la corte española de Carlos V y Felipe II, quienes le protegieron y le permitieron recorrer importantes ciudades de la Europa de su tiempo. Es autor de importantes obras religiosas y profanas; destacan sus Tientos, forma española del ricercare.

- Cristóbal de Morales (1500 - 1553), sevillano; uno de los más destacados compositores polifonistas españoles del siglo XVI. Maestro de Capilla en Ávila desde 1526 hasta 1530; luego pasó a Roma, recibió los hábitos y fue canónigo en la Capilla Sixtina en 1535. Luego regresó a España donde estuvo al servicio del Duque de Arcos. Compuso muchas misas, motetes, una Cantata para la Paz de Niza (1538) y otra para Ippolito d’Este; además de numerosos madrigales.

- Bartolomé de Escobedo (c. 1515 - 1563), nacido en Zamora. Teórico y compositor español. Integrante de la Capilla Pontifical en Roma en 1536, se desempeñó como juez en la disputa (1551) entre Vicentino y Lusitano. Maestro de capilla en Segovia desde 1554; es autor de motetes, magnificats, Miserere, misas, etc.

- Francisco de Peñalosa (c. 1470 - 1528), músico y compositor natural de Talavera de la Reina. Fue cantor en la corte de Fernando de Aragón El Católico desde 1498 hasta 1516; luego se desempeñó durante un tiempo como cantor de la Capilla Pontificia de León X. Es autor de muchas misas, motetes y otras obras religiosas. Falleció en Sevilla.

- Francisco Guerrero (1528 - 1599), que fue discípulo de Morales y en 1546, a los 18 años, fue Maestro de Capilla en Jaén (1545), Málaga y Sevilla. Visitó Lisboa, Roma, Venecia y Tierra Santa; es uno de los grandes maestros de este período. Autor de hermosos villancicos, villanelas espirituales y chanzonetas para la Navidad. Es un genuino representante de la llamada escuela sevillana, cuya característica dentro de la escuela española es una especial dedicación a temas Marianos. Murió en Sevilla en noviembre de 1599.

- Francisco Soto de Langa (c. 1534 - 1619), natural de Langa; fue cantor sopranista masculino y compositor de madrigales y Laudi Spirituali. Ingresó al Coro Papal en 1562; luego integró el coro en la iglesia de los Oratorianos de San Felipe de Neri.

- Joan Pau Pujol (1573 - 1626), maestro de coros y compositor español nacido en Cataluña, autor de varias misas y otras obras religiosas, canciones profanas y madrigales. Se desempeñó como maestro de capilla en Tarragona (1593-95), luego en la Catedral de Zaragoza (1595-1612) y en Barcelona (1612-26).

Y en especial:
- Tomás Luis de Victoria (c. 1548- 1611), compositor español posiblemente, nacido en Ávila; el más importante de los compositores religiosos de la Polifonía Renacentista Española, cuyas obras brillan con el fervor visionario de los místicos. En su arte sabe superponer melodías gregorianas en una magistral polifonía; así mismo, con el retardo de notas produce hermosas disonancias que logran un intenso dramatismo.

Desde muy joven presta sus servicios como músico, al Infante D. Luis, hijo de D. Manuel I de Portugal. En 1565 y con el apoyo de Felipe II, sobrino de D.Luis, es enviado al Colegio Germánico de Roma donde es discípulo de G. P. da Palestrina para luego, en 1573, convertirse en su sucesor en la cátedra. Amigo personal de Felipe de Neri, junto a él se retira durante ocho años al Convento de San Gerolamo della Caritá, donde escribe gran parte de su mejor producción musical y del cual sale en 1585.
Es autor de numerosas obras: Magníficat (1581), Motecta libri duo (1583), Missa Quarti Toni y Missarum libri duo (1583) dedicado a D. Felipe II; Officium Hebdomadæ Sanctæ (1583); y otras obras de polifonía vocal. Es muy famoso su Officium Defunctorum (1603), escrito a seis voces y el cual contiene la Missa Pro Deffunctis, un Motete, un Responsorio y una Lección; esta obra publicada en 1605, fue compuesta para las exequias de la Emperatriz María, hermana de D. Felipe II (In Obitv et obsequiis Sacræ I Emperatricis, Matriti Ex Tipographia Regia). Desde 1585 y hasta su muerte en 1611, se desempeñó como organista del Convento de la Carmelitas Descalzas Reales de Madrid.

## Curiosidades
En su espectáculo Mastropiero que nunca, el grupo argentino de humor Les Luthiers interpreta un madrigal denominado La Bella y Graciosa Moza Marchóse a Lavar la Ropa , la mojó en el arroyuelo y cantando la lavó, la frotó sobre una piedra, la colgó de un abedul, con el cual comienza el espectáculo.